# Hajer Football Club
Hajer Fútbol Club en (árabe: نادي هجر) es un Club de Fútbol de Arabia Saudita con sede en Al-Ahsa que juega sus partidos como local en el Prince Abdullah bin Jalawi Stadium. En 2010-11 Hajer término primero en la Primera División Saudí y ha sido ascendido a la Primera División de Arabia Saudita.

## Administración
La actual administración que dirige al club es el presidente Sami Al-Melhem y el vicepresidente Osama Al-Naeem. 

## Entrenadores
- Carlos Cunha

(Gaúcho) (2000-01) 
- Ednaldo Patricio (2011-2012)
- Tarek Yehia (20012-13)
- Nebojsa Jovović (2013-2015)
- Abdullah Al-Janoubi (2015) (Provisional)
- Stéphane Demol (2015-16)
- Abdullah Al-Janoubi (2016 - Actual)